# Hideo Fujimoto
Hideo Fujimoto (jap. 藤本英男 Fujimoto Hideo; ur. 24 czerwca 1944 w prefekturze Tokushima) – japoński zapaśnik walczący w stylu klasycznym. Dwukrotny olimpijczyk. Srebrny medalista z Meksyku 1968 i czwarty w Monachium 1972. Walczył w kategorii 62 kg.
Mistrz świata w 1970; trzeci w 1967 i 1971; szósty w 1966 roku.